# Ioannis Patakis
Ioannis Patakis (n. 22 noiembrie 1940, Nikaia, Tesalia-Grecia centrală⁠(d), Grecia – d. 10 aprilie 2009) a fost un om politic grec și membru al Parlamentului European în perioada 1999-2004 din partea Greciei. 
1. ↑  Deputații în Parlamentul European
2. ↑  Deputații în Parlamentul European